# Ophion silus
Ophion silus là một loài tò vò trong họ Ichneumonidae.